# دونپورت (فلوریدا)
دون‌پورت (به انگلیسی: Davenport) شهری در شهرستان پولک ایالت فلوریدا است که در سال ۱۹۱۵ بنیان‌گذاری شده‌است. این شهر طبق سرشماری سال ۲۰۱۰ میلادی، ۲٬۸۸۸ نفر جمعیت داشته و مساحت آن نیز ۴٫۲ کیلومتر مربع است.